# Parlamento de la Comunidad germanófona de Bélgica
El Parlamento de la Comunidad germanófona de Bélgica (en alemán Parlament der Deutschsprachigen Gemeinschaft or PDG) es la asamblea legislativa de la Comunidad germanófona de Bélgica con sede en Eupen.
El parlamento está compuesto por 25 diputados elegidos cada cinco años.

## Historia
Desde octubre de 1973, la comunidad de lengua alemana tiene su propio parlamento, que en ese momento era conocido como el Consejo Alemán de Cultura de la Comunidad (en alemán: Rat der deutschen Kulturgemeinschaft). En 1973, no se eligió a los miembros directamente sino que la distribución de Asientos fue determinada por los resultados de las elecciones para el Parlamento nacional. Sin embargo, en marzo de 1974, se realizaron las primeras elecciones directas para el Consejo Alemán de Cultura de la Comunidad. El nombre del parlamento se cambió a Consejo de la Comunidad germanófona (en alemán: Rat der Deutschsprachigen Gemeinschaft), en 1984, y luego nuevamente por el de Parlamento de la Comunidad germanófona en 2004.

## Competencias
Las tareas más importantes de este Parlamento incluyen la elección y la supervisión del Gobierno de la Comunidad de habla alemana, la aprobación de los decretos para la comunidad de habla alemana y la preparación y aprobación del presupuesto anual.